# Рязань I
Ряза́нь I — узловая пассажирско-грузовая железнодорожная станция I класса Московской железной дороги, на станции расположен один из двух главных вокзалов города Рязани.
Располагается на участке Москва — Рязань — Самара исторического хода Транссиба. Помимо главного хода, имеется однопутная соединительная ветвь на станцию Рязань–I.

## Пассажирское сообщение

### Инфраструктура
На станции 3 пассажирских платформы, соединённых пешеходным мостом. Первая платформа, начинающаяся у здания вокзала как боковая, далее переходит в островную. Эта платформа высокая, обслуживает 1-й путь и тупик. Низкая 2-я платформа островная, обслуживает 2-й и 3-й пути. Третья платформа на 4-м пути боковая, низкая, узкая и короткая, используется мало.
Историческое здание вокзала было перестроено в конце 1960-х гг.

### Поезда дальнего следования
Рязань–I является первой остановкой при следовании из Москвы для поездов в направлении Поволжья, Южного Урала, Средней Азии, Казахстана (Караганды). Время стоянки для большинства поездов 12 минут. Часть поездов (Самара — Санкт-Петербург) меняют локомотив на станции. По состоянию на июнь 2019 года через станцию курсируют следующие поезда дальнего следования:
| № поезда | Название                               | Нечётное направление     | Чётное направление       | Тип                      |
| -------- | -------------------------------------- | ------------------------ | ------------------------ | ------------------------ |
| 5/6      | «Узбекистан»                           | Ташкент — Москва         | Москва — Ташкент         | Круглогодичный           |
| 9/10     | «Жигули»                               | Самара — Москва          | Москва — Самара          | Фирменный круглогодичный |
| 13/14    | «Южный Урал»                           | Челябинск — Москва       | Москва — Челябинск       | Фирменный круглогодичный |
| 17/18    |                                        | Бишкек — Москва          | Москва                   | Круглогодичный           |
| 21/22    | «Ульяновск»                            | Ульяновск — Москва       | Москва — Ульяновск\|     | Фирменный круглогодичный |
| 39/40    | [[Башкортостан (поезд)\|«Башкортостан» | Уфа — Москва             | Москва — Уфа             | Фирменный круглогодичный |
| 41/42    | «Мордовия»                             | Саранск — Москва         | Москва — Саранск         | Фирменный круглогодичный |
| 49/50    |                                        | Самара — Москва          | Москва — Самара          | Двухэтажный              |
| 51/52    | «Сура»                                 | Пенза — Москва           | Москва — Пенза           | Фирменный круглогодичный |
| 63/64    |                                        | Димитровград — Москва    | Москва — Димитровград    | Круглогодичный           |
| 65/66    |                                        | Тольятти — Москва        | Москва — Тольятти        | Круглогодичный           |
| 83/84    |                                        | Караганда — Москва       | Москва — Караганда       | Круглогодичный           |
| 107/108  | «Самара»                               | Самара — Санкт-Петербург | Санкт-Петербург — Самара | Фирменный круглогодичный |
| 115/116  |                                        | Уфа — Москва             | Москва — Уфа             | Круглогодичный           |
| 119/120  |                                        | Саранск — Москва         | Москва — Саранск         | Круглогодичный           |
| 137/138  |                                        | Оренбург — Москва        | Москва — Оренбург        | Круглогодичный           |
| 149/150  |                                        | Андижан — Москва         | Москва — Андижан         | Круглогодичный           |
| 251/252  |                                        | Димитровград — Москва    | Москва — Димитровград    | Сезонный                 |
| 391/392  |                                        | Челябинск — Москва       | Москва — Челябинск       | Круглогодичный           |

### Пригородные поезда
Поезда в направлении Москвы по состоянию на апрель 2012 года: 4 пары в день до Рыбного, 3 из них в будни, 1 до Дивова, 3 до Узунова, 4 до Голутвина, 1 из них по выходным, 3 обычных до Москвы и 3 ускоренных электропоезда (пассажирский тариф, поезда 7040/7041, 7042/7043, 7044/7045), ранее имевших статус экспресса.
Поезда в направлении Кустарёвки: 2 пары до Гавердова, 2 до Ясакова, 1 до Шилова, 3 до Сасова, 1 до Кустарёвки, 2 до Пичкиряева.